# Bolsa do Povo
O Programa Bolsa do Povo "PBP" (pronúncia em português: [bˈolsɐ du pˈovu] pronúnciaⓘ) é um programa de assistência social lançado em 7 de abril de 2021 pelo Governo do estado de São Paulo, instituído pela Lei n°17.372 e operado pela Companhia de Processamento de Dados do Estado de São Paulo.

## Benefícios Iniciais

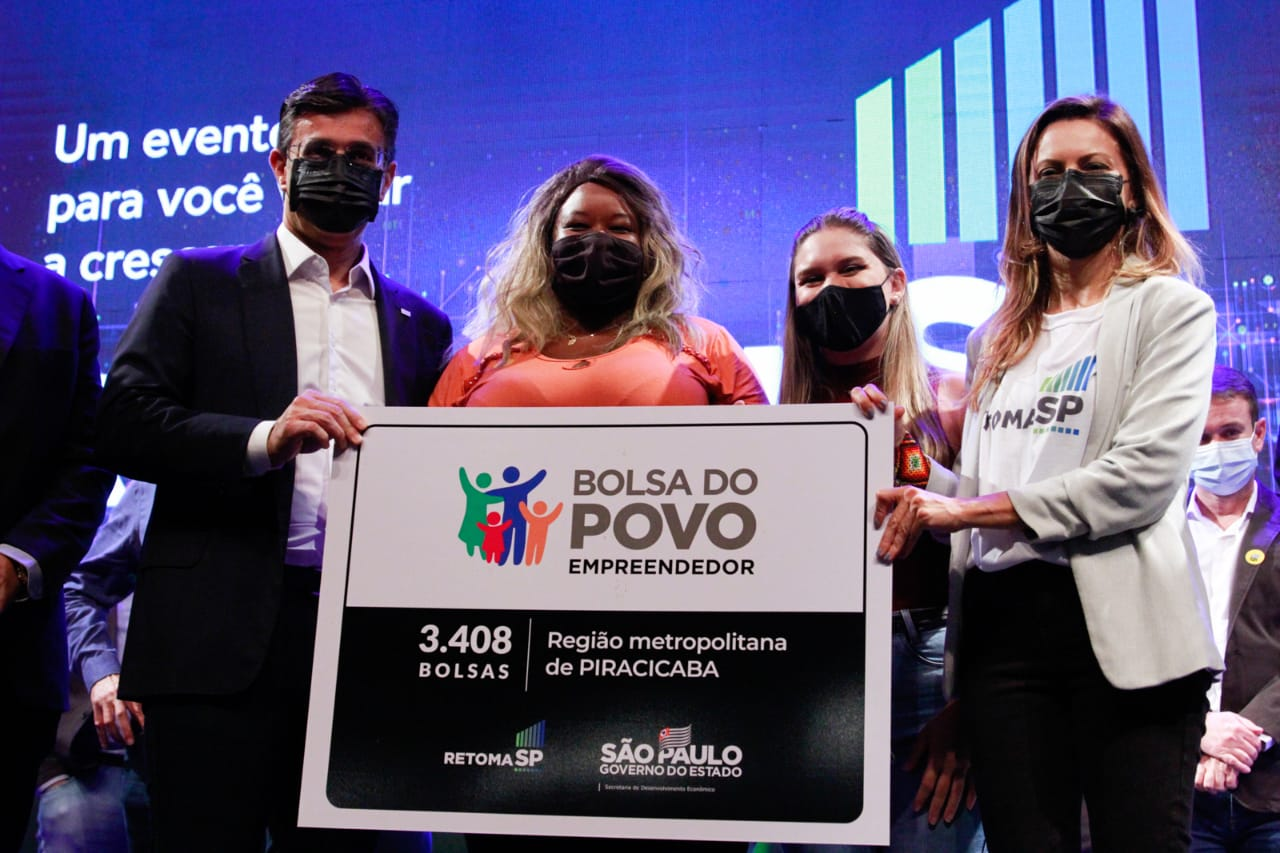
Governantes anunciando o Bolsa do Povo Empreendedor.

## Benefícios Iniciais[3]
- Auxílio Moradia;
- Ação Jovem;
- Bolsa Empreendedor;
- Bolsa Trabalho;
- Renda Cidadã;
- SP Acolhe;
- Vale-Gás.

## Benefícios[2]
- Acolhe Saúde;
- Auxílio Moradia;
- Ação Jovem;
- Bolsa Empreendedor;
- Bolsa Talento Esportivo;
- Bolsa Trabalho;
- Centro Paula Souza;
- CPS;
- Educação;
- Novotec Expresso;
- Prospera Família;
- Prospera Jovem;
- Renda Cidadã;
- SP Acolhe;
- Vale-Gás;
- Via Rápida;
- VidAtiva;
- Viva Leite.

## Anunciação do Cartão do PBP
11 de fevereiro de 2021 foi a data em que o Cartão do PBP foi anunciado por João Doria.